# Saamil (Boimorto)
Saamil (en gallego y oficialmente, Samil) es una aldea española situada en la parroquia de Sendelle, del municipio de Boimorto, en la provincia de La Coruña, Galicia.

## Demografía
| Gráfica de evolución demográfica de Saamil entre 2000 y 2018 |
|                                                              |
| Datos según el nomenclátor publicado por el INE.             |